# Ferrocarril de Langreo
| Ferrocarril de Langreo                     | Ferrocarril de Langreo |
| ------------------------------------------ | ---------------------- |
| Eröffnung der Ferrocarril de Langreo, 1846 |                        |
| Spurweite:                                 | 1440 mm                |
|                                            |                        |

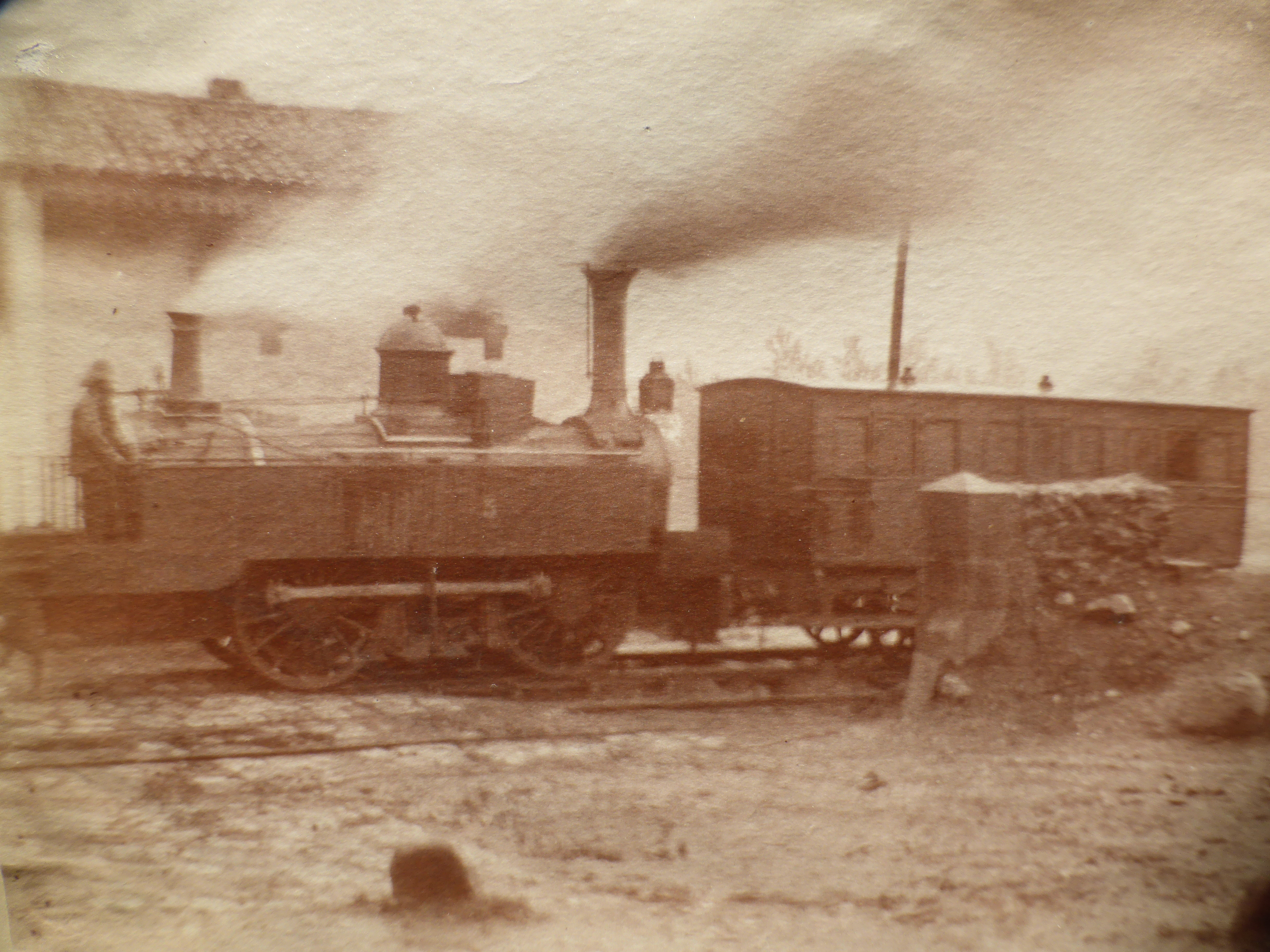
Dampflokomotive Nummer 3 der Ferrocarril de Langreo, gebaut 1852, aufgenommen 1887

Die Ferrocarril de Langreo ist eine meterspurige Eisenbahnstrecke in der autonomen spanischen Region Asturien, die die Stadt Gijón mit der Gemeinde Laviana verbindet und dabei über die Gemarkungen Siero und Langreo führt. Der Name bezieht sich auf die Gemeinde Langreo, dem ursprünglichen Streckenende. Jedoch wurde sie bereits im 19. Jahrhundert bis Laviana verlängert.

## Geschichte
Die Strecke wurde im Jahr 1846 eröffnet, um eine Verbindung zwischen dem Hafen von Gijón und der Gemeinde Langreo zu schaffen. Langreo befindet sich in einer Bergbau-Region und die neue Eisenbahn sollte es insbesondere ermöglichen, Rohstoffe an die Küste zu transportieren, um diese dort auf Schiffe zu verladen und auf dem Seeweg zu exportieren. Ursprünglich wurde der Verkehr von einer eigens gegründeten Eisenbahngesellschaft abgewickelt, die sich ebenfalls Ferrocarril de Langreo nannte. Die Spurweite betrug damals 1440 Millimeter, sodass die Gleise in etwa der Normalspur entsprachen.
In den 1960er Jahren kam es in Asturien, ebenso wie in vielen anderen europäischen Bergbauregionen, zu einer Krise, wodurch der Bergbau bis heute kontinuierlich an Bedeutung verloren hat. Infolgedessen wurde die Strecke auch in geringerem Umfang zum Rohstofftransport benötigt. Die zunehmend heruntergewirtschaftete Strecke wurde 1972 ebenso von der staatlichen Eisenbahngesellschaft FEVE übernommen, wie zahlreiche Schmalspurbahnen in allen Regionen Spaniens, die zuvor meist von Privatbahnen betrieben wurden. In den Jahren 1983 und 1984 wurde die Strecke auf Meterspur umgebaut und dadurch eine direkte Verbindung zu den anderen von der FEVE betriebenen Strecken im Norden Spaniens möglich.

## Streckenverlauf
Die Strecke beginnt am Hafen El Musel in der spanischen Stadt Gijón, wobei auf den ersten Kilometern der Strecke noch kein Personenverkehr stattfindet. In der Innenstadt befindet sich ein Kopfbahnhof mit mehreren Gleisen in Meterspur sowie in iberischer Breitspur, an dem sämtliche Eisenbahn-Linien im Personenverkehr beginnen. Über eine Stichstrecke wird somit auch die Linie F5 auf die Strecke geführt. An der Strecke befinden sich zunächst noch einige Haltepunkte im Stadtgebiet. Im Anschluss führt die Strecke in die Verbundgemeinde Siero, in der ebenfalls mehrere Haltepunkte bedient werden. Im Stadtteil El Berron kreuzt die Strecke die baskisch-asturische Eisenbahn, die von Bilbao nach Oviedo führt, niveaugleich, wobei Verbindungskurven einen Übergang zwischen den beiden Strecken ermöglichen. Die Strecke führt weiter durch die Gemarkungen Noreña, Langreo, San Martín del Rey Aurelio und Laviana, wo sie verschiedene Haltepunkte bedient. In Langreo mündet eine aus Oviedo kommende breitspurige Strecke ein, die bis El Entrego parallel zur Schmalspur verläuft. Auf dieser verkehrt u. a. die von der RENFE betriebene Linie C-2.